# Étang de Grünau
 (mai 2024).
Pour les articles homonymes, voir Grünau.
Le Grünauer Teich est un plan d'eau artificiel, d'une superficie de 7 785 m² et situé dans la réserve naturelle du Lainzer Tiergarten, dans le quartier viennois de Hietzing.

## Histoire
L'étang a été construit au XVIIIe siècle afin de couvrir les besoins en eau du gibier du parc même pendant les mois d'été. À cet effet, le Grünauer Bach a été endigué. En 1835, les berges furent pavées. 
Entre les deux guerres mondiales, l'étang fut ouvert au public pour la baignade et la navigation de plaisance.
Les tentatives d'utilisation de l'étang pour l'élevage d'écrevisses et de carpes n'ont eu qu'un succès marginal. Après la fin de l’exploitation commerciale, l’étang a pu se développer de manière naturelle. Après le dragage en 1990 de l'étang, aujourd'hui fortement ensablé, il offre désormais un plan d'eau naturel avec un habitat diversifié pour divers poissons, notamment la carpe, le gardon et le rotengle ainsi que le brochet, et les amphibiens, notamment les crapauds communs, des crabes et des oiseaux aquatiques et même un castor.
L'eau est eutrophique et a la qualité d'une eau de baignade. Toutefois, pour des raisons de protection de la nature, la baignade est interdite.

## Liens web
- Grünauer Teich sur la carte d'ensemble du zoo
- Extrait du rapport sur l'état de qualité des eaux stagnantes à Vienne, réalisé de 1993 à 2001 (fichier PDF ; 271 Ko)